# Stenbukken
Stenbukken (Capricornus) er et stjernebillede.